# David Knopfler
David Knopfler (Glasgow, 27 dicembre 1952) è un chitarrista e cantautore britannico.

## Biografia
Figlio di un architetto ungherese d'origine ebraica, nonostante non fossero praticanti peraltro non sentendosi parte della religione ebraica, che si stabilì in Scozia nel 1939, David crebbe a Newcastle-upon-Tyne, nel nord dell'Inghilterra.
Nel 1977, David fu tra i fondatori della celebre rock band Dire Straits insieme al fratello maggiore Mark e suonò la chitarra ritmica nei primi due album del gruppo (intitolati Dire Straits e Communiqué). Durante le sessioni di registrazione di Making Movies (1980), decise di lasciare i Dire Straits per intraprendere una carriera da solista. David Knopfler registrò e pubblicò Release, il suo primo album, nel 1983; il secondo ed il terzo lavoro seguirono, rispettivamente, a soli due e tre anni di distanza. Il più giovane dei fratelli Knopfler ha realizzato numerosi album da solista, sebbene senza raggiungere il successo avuto con i Dire Straits ha comunque sempre ricevuto una valutazione positiva da parte della critica che apprezza soprattutto la qualità dei suoi arrangiamenti.
Negli anni ottanta, David si è distinto anche come autore di colonne sonore per la televisione tedesca; inoltre, nel 2005 ha pubblicato un libro di poesie, intitolato Blood Stones and Rhythmic Beasts.

## Discografia

### Album in studio
- 1983 – Release
- 1985 – Behind the Lines
- 1986 – Cut the Wire
- 1988 – Lips Against the Steel
- 1991 – Lifelines
- 1993 – The Giver
- 1995 – Small Mercies
- 2001 – Wishbones
- 2004 – Ship of Dreams
- 2006 – Songs for the Siren
- 2011 – Acoustic
- 2015 – Grace
- 2019 – Heartlands
- 2020 – Last Train Leaving
- 2020 – Songs of Loss & Love
- 2021 – Shooting for the Moon
- 2022 – Skating on the Lake
- 2024 _ Crow Gifts

### Colonne sonore
- 1987 – Jacob hinter der blauen Tür
- 1989 – Laser Mission
- 1993 – Classe di ferro
- 2000 –  Bathory